# 11015 Romanenko
11015 Romanenko este un asteroid din centura principală de asteroizi.

## Descriere
11015 Romanenko este un asteroid din centura principală de asteroizi. A fost descoperit pe 17 septembrie 1982 la Observatorul de Astrofizică din Crimeea de Nikolai Cernîh. Asteroidul prezintă o orbită caracterizată de o semiaxă mare de 2,66 ua, o excentricitate de 0,28 și o înclinație de 6,8° în raport cu ecliptica.